# Joachim Oberhauser
Joachim Oberhauser (* 14. Oktober 1975) ist ein italienischer Gleitschirmpilot. Er fliegt für das Team Ozone.
Im Alter von 17 Jahren kam er zum Gleitschirmfliegen, seit 2010 ist er Teil der italienischen Nationalmannschaft.
Oberhauser arbeitet als Landmaschinenverkäufer.
Doppelweltmeister, zweifacher Italienmeister, Vizeeuropameister.
7 Tasksiege im Weltcup: Task 3 2009 Governador Valadares, Task 3 Denizli 2010, Task 3 Denizli 2014, Task 3 Governador Valadares 2016, Task 1 Disentis 2021, Task 6 Roldanillo 2022.

## Wichtigste Erfolge
| Jahr          | Bewerb                                                                   | Rang |
| ------------- | ------------------------------------------------------------------------ | ---- |
| 2010          | Europameisterschaft (Team)                                               | 1    |
| 2010          | Italienische Liga                                                        | 1    |
| 2013          | Paragliding World Cup Superfinal Governador                              | 2    |
| 2013          | Italienische Liga                                                        | 1    |
| 2014          | Alpencup Feltre                                                          | 1    |
| 2016          | Europameisterschaft Kruševo                                              | 2    |
| 2017          | Paragliding World Cup Superfinal Roldanillo                              | 3    |
| 2018          | Alpencup Slowenien                                                       | 1    |
| 2019          | FAI Gleitschirm-Streckenflug Weltmeisterschaft Kruševo (Einzel und Team) | 1    |
| 2020 und 2022 | Italienmeisterschaft                                                     | 1    |
| 2020 und 2022 | Italienische Liga                                                        | 1    |
| 2021          | PWC Rumänien Clopotiva                                                   | 1    |
| 2023          | PWC Superfinal Baixo Guandu                                              | 3    |